# Monts-en-Bessin

Monts-en-Bessin este o comună în departamentul Calvados, Franța. În 1 ianuarie 2022 avea o populație de 417 de locuitori.